# Бібіков Георгій Миколайович
Бібіков Георгій Миколайович (14 (27) листопада 1903 року, Полтава, Полтавська губернія, Російська імперія - 8 серпня 1976 року, Ленінград, СРСР) - російський радянський живописець, графік, ілюстратор, монументаліст і театральний художник, Член Ленінградського Спілки художників .

## Біографія
Народився 14 (27) листопада 1903 року у Полтаві .  
У 1920-1925 роках навчався в Омському художньо-промисловому училищі. У 1925-1930 роках - в ленінградському ВХУТЕІН - ІНПІІ на факультеті живопису .
Брав участь у виставках з 1920 року. 
Член і експонент художніх об'єднань «СОРАБІС» (з 1921 року), «Жовтень» (у 1930-1932 роках). 
Член Ленінградського Спілки радянських художників з 1932 року. Писав жанрові картини, пейзажі, портрети, натюрморти. Оформляв спектаклі.
Помер 8 серпня 1976 року у Ленінграді.
Твори Бібікова знаходяться в Державному Російському музеї .